# Helena Ekholm
Hanna Helena Ekholm z d. Jonsson (ur. 6 sierpnia 1984 w Helgum) – szwedzka biathlonistka, wielokrotna medalistka mistrzostw świata oraz zdobywczyni Pucharu Świata.

## Kariera
Po raz pierwszy na arenie międzynarodowej pojawiła się 30 listopada 2002 roku w Ål, gdzie w zawodach Pucharu IBU juniorów zajęła siódme miejsce w biegu indywidualnym. W marcu 2003 roku wystąpiła na mistrzostwach świata juniorów w Kościelisku, gdzie była między innymi trzynasta w sprincie i jedenasta w sztafecie. Jeszcze dwukrotnie startowała na imprezach tego cyklu, zajmując między innymi dziewiąte miejsce w sprincie i piąte w sztafecie podczas mistrzostw świata juniorów w Kontiolahti w 2005 roku.
W Pucharze Świata zadebiutowała 7 grudnia 2005 roku w Hochfilzen, zajmując 41. miejsce w biegu indywidualnym. Pierwsze punkty wywalczyła dwa dni później w tej samej miejscowości, gdzie zajęła 25. miejsce w sprincie. Pierwszy raz na podium zawodów pucharowych stanęła 18 marca 2007 roku w Chanty-Mansyjsku, gdzie wygrała bieg masowy. W zawodach tych wyprzedziła Oksanę Chwostenko z Ukrainy i Niemkę Kathrin Lang. W kolejnych startach jeszcze 32 razy stawała na podium, odnosząc przy tym 13 zwycięstw: 18 marca 2007 roku w Chanty-Mansyjsku, 25 stycznia 2009 roku w Anterselvie, 16 stycznia 2010 roku w Ruhpolding i 9 stycznia 2011 roku w Oberhofie była najlepsza w biegach masowych, 4 grudnia 2008 roku oraz 2 grudnia 2009 roku w Östersund, 17 grudnia 2009 roku w Pokljuce i 9 marca 2011 roku w Chanty-Mansyjsku wygrywała biegi indywidualne, 15 lutego 2009 roku w Pjongczangu oraz 12 grudnia 2009 roku i 12 grudnia 2010 roku w Hochfilzen wygrywała biegi pościgowe, a 13 marca 2009 roku w Whistler i 4 lutego 2011 roku w Presque Isle triumfowała w sprintach. Najlepsze wyniki osiągnęła w sezonie 2008/2009, kiedy zwyciężyła w klasyfikacji generalnej, przed Niemką Kati Wilhelm i Torą Berger z Norwegii. W tym samym sezonie zwyciężyła też w klasyfikacjach sprintu i biegu masowego. Była również trzecia w sezonach 2009/2010 i 2010/2011, a w sezonach 2010/2011 i 2011/2012 wygrywała klasyfikację biegu indywidualnego.
Pierwszy medal wywalczyła w 2007 roku na mistrzostwach świata Anterselvie, gdzie razem z Anną Carin Zidek, Björnem Ferrym i Carlem Johanem Bergmanem zwyciężyła w sztafecie mieszanej. Była tam też między innymi czwarta w sprincie, przegrywając walkę o podium z Rosjanką Natalją Sorokiną o 10 sekund. Na rozgrywanych dwa lata później mistrzostwach świata w Pjongczangu trzykrotnie stawała na podium. Po zajęciu piątego miejsca w sprincie zwyciężyła w biegu pościgowym, wyprzedzając Kati Wilhelm i Olgą Zajcewą z Rosji. Cztery dni później razem z kolegami i koleżankami z reprezentacji zajęła drugie miejsce w sztafecie mieszanej. Była tam także trzecia w biegu masowym, ulegając tylko Zajcewej i Anastasiji Kuźminej ze Słowacji.
Podczas mistrzostw świata sztafet mieszanych w Chanty-Mansyjsku w 2010 roku wywalczyła brązowy medal. Kolejne dwa medale zdobyła na mistrzostwach świata w Chanty-Mansyjsku rok później. Startując z piątej pozycji wywalczonej w sprincie zajęła trzecie miejsce w biegu pościgowym, za Kaisą Mäkäräinen z Finlandii i Niemką Magdaleną Neuner. Zwyciężyła też w biegu indywidualnym, wyprzedzając Niemkę Tinę Bachmann i Ukrainkę Witę Semerenko.
Ostatni medal zdobyła podczas mistrzostw świata w Ruhpolding w 2012 roku, gdzie wywalczyła brązowy medal w biegu indywidualnym. W zawodach tych uległa Torze Berger i Francuzce Marie-Laure Brunet. Zajęła tam także czwarte miejsce w sztafecie mieszanej i sprincie, w którym w walce o medal lepsza okazała się Wita Semerenko. Brała też udział w igrzyskach olimpijskich w Vancouver w 2010 roku. Wróciła z tej imprezy bez żadnego medalu, tylko raz zajmując pozycję w pierwszej dziesiątce w startach indywidualnych - w biegu masowym była właśnie dziesiąta.
W marcu 2012 roku ogłosiła zakończenie kariery, jako powód podając brak motywacji do dalszych startów.
W lecie 2010 r. jej mężem został szwedzki biathlonista David Ekholm.

## Osiągnięcia

### Igrzyska olimpijskie
| Rok  | Miejscowość | Konkurencje | Konkurencje | Konkurencje | Konkurencje | Konkurencje | Konkurencje | Konkurencje |
| Rok  | Miejscowość | IN          | SP          | PU          | MS          | RL          | MR          | SR          |
| ---- | ----------- | ----------- | ----------- | ----------- | ----------- | ----------- | ----------- | ----------- |
| 2010 | Vancouver   | 49.         | 12.         | 14.         | 10.         | 5.          | nd.         | –           |

### Mistrzostwa świata
| Rok  | Miejscowość     | Konkurencje | Konkurencje | Konkurencje | Konkurencje | Konkurencje | Konkurencje | Konkurencje |
| Rok  | Miejscowość     | IN          | SP          | PU          | MS          | RL          | MR          | SR          |
| ---- | --------------- | ----------- | ----------- | ----------- | ----------- | ----------- | ----------- | ----------- |
| 2006 | Pokljuka        | nd.         | nd.         | nd.         | nd.         | nd.         | 6.          | –           |
| 2007 | Anterselva      | 18.         | 4.          | 15.         | 8.          | –           | 1.          | –           |
| 2008 | Östersund       | 11.         | 24.         | 15.         | 5.          | 8.          | 4.          | –           |
| 2009 | Pjongczang      | 8.          | 5.          | 1.          | 3.          | 5.          | 2.          | –           |
| 2010 | Chanty-Mansyjsk | nd.         | nd.         | nd.         | nd.         | nd.         | 3.          | –           |
| 2011 | Chanty-Mansyjsk | 1.          | 5.          | 3.          | 7.          | 6.          | 4.          | –           |
| 2012 | Ruhpolding      | 3.          | 4.          | 5.          | 15.         | 5.          | 4.          | –           |

### Mistrzostwa świata juniorów
| Rok  | Miejscowość     | Konkurencje | Konkurencje | Konkurencje | Konkurencje | Konkurencje | Konkurencje | Konkurencje |
| Rok  | Miejscowość     | IN          | SP          | PU          | MS          | RL          | MR          | SR          |
| ---- | --------------- | ----------- | ----------- | ----------- | ----------- | ----------- | ----------- | ----------- |
| 2003 | Kościelisko     | 24.         | 13.         | 17.         | nd.         | 11.         | nd.         | –           |
| 2004 | Haute Maurienne | 26.         | 25.         | 23.         | nd.         | 9.          | nd.         | –           |
| 2005 | Kontiolahti     | 10.         | 9.          | 10.         | nd.         | 5.          | nd.         | –           |

### Puchar Świata

#### Miejsca w klasyfikacji generalnej
| Sezon     | Miejsce |
| --------- | ------- |
| 2005/2006 | 42.     |
| 2006/2007 | 17.     |
| 2007/2008 | 9.      |
| 2008/2009 | 1.      |
| 2009/2010 | 3.      |
| 2010/2011 | 3.      |
| 2011/2012 | 5.      |

#### Zwycięstwa w zawodach
| Lp. | Dzień       | Rok  | Miejscowość     | Konkurencja                | Pudła    | Czas biegu | Przypisy |
| --- | ----------- | ---- | --------------- | -------------------------- | -------- | ---------- | -------- |
| 1.  | 18 marca    | 2007 | Chanty-Mansyjsk | Bieg masowy na 12,5 km     | 39:36,11 | 0+0+1+0    |          |
| 2.  | 4 grudnia   | 2008 | Östersund       | Bieg indywidualny na 15 km | 45:05,1  | 0+0+0+0    |          |
| 3.  | 25 stycznia | 2009 | Anterselva      | Bieg masowy na 12,5 km     | 36:51,25 | 0+0+0+1    | [ 2 ]    |
| 4.  | 15 lutego   | 2009 | Pjongczang      | Bieg pościgowy na 10 km    | 34:12,3  | 2+0+0+0    | MŚ       |
| 5.  | 13 marca    | 2009 | Whistler        | Sprint na 7,5 km           | 19:43,6  | 0+0        | –        |
| 6.  | 2 grudnia   | 2009 | Östersund       | Bieg indywidualny na 15 km | 43:01,4  | 0+0+1+0    | –        |
| 7.  | 12 grudnia  | 2009 | Hochfilzen      | Bieg pościgowy na 10 km    | 34:09,1  | 0+1+0+0    | –        |
| 8.  | 17 grudnia  | 2009 | Pokljuka        | Bieg indywidualny na 15 km | 43:04,1  | 0+0+0+0    |          |
| 9.  | 16 stycznia | 2010 | Ruhpolding      | Bieg masowy na 12,5 km     | 40:58,79 | 0+0+0+0    | –        |
| 10. | 12 grudnia  | 2010 | Hochfilzen      | Bieg pościgowy na 10 km    | 35:17,8  | 0+1+0+0    | –        |
| 11. | 9 stycznia  | 2011 | Oberhof         | Bieg masowy na 12,5 km     | 39:22,9  | 0+0+0+0    | –        |
| 12. | 4 lutego    | 2011 | Presque Isle    | Sprint na 7,5 km           | 20:38,7  | 0+0        | –        |
| 13. | 9 marca     | 2011 | Chanty-Mansyjsk | Bieg indywidualny na 15 km | 47:08,3  | 0+0+0+0    | MŚ       |

#### Miejsca na podium w zawodach chronologicznie
| Lp. | Dzień       | Rok  | Miejscowość          | Konkurencja                | Lokata | Pudła    | Czas biegu | Strata  | Zwycięzca          |
| --- | ----------- | ---- | -------------------- | -------------------------- | ------ | -------- | ---------- | ------- | ------------------ |
| 1.  | 18 marca    | 2007 | Chanty-Mansyjsk      | Bieg masowy na 12,5 km     | 1.     | 39:36,11 | 0+0+1+0    | –       | –                  |
| 2.  | 11 stycznia | 2008 | Ruhpolding           | Sprint na 7,5 km           | 2.     | 24:43,7  | 0+0        | +18,3   | Swietłana Slepcowa |
| 3.  | 4 grudnia   | 2008 | Östersund            | Bieg indywidualny na 15 km | 1.     | 45:05,1  | 0+0+0+0    | –       | –                  |
| 4.  | 20 grudnia  | 2008 | Hochfilzen           | Sprint na 7,5 km           | 3.     | 23:46,1  | 0+0        | +24,3   | Swietłana Slepcowa |
| 5.  | 9 stycznia  | 2009 | Oberhof              | Sprint na 7,5 km           | 2.     | 22:29,3  | 0+0        | +17,2   | Andrea Henkel      |
| 6.  | 11 stycznia | 2009 | Oberhof              | Bieg masowy na 12,5 km     | 3.     | 40:00,7  | 1+1+0+0    | +11,8   | Kati Wilhelm       |
| 7.  | 25 stycznia | 2009 | Anterselva           | Bieg masowy na 12,5 km     | 1.     | 36:51,25 | 0+0+0+1    | –       | [ 2 ]              |
| 8.  | 15 lutego   | 2009 | Pjongczang           | Bieg pościgowy na 10 km    | 1.     | 34:12,3  | 2+0+0+0    | –       | –                  |
| 9.  | 22 lutego   | 2009 | Pjongczang           | Bieg masowy na 12,5 km     | 3.     | 34:30,61 | 0+0+1+1    | +12,3   | Olga Zajcewa       |
| 10. | 13 marca    | 2009 | Whistler             | Sprint na 7,5 km           | 1.     | 19:43,6  | 0+0        | –       | –                  |
| 11. | 19 marca    | 2009 | Trondheim            | Sprint na 7,5 km           | 2.     | 23:02,4  | 0+0        | +5,5    | Olga Zajcewa       |
| 12. | 29 marca    | 2009 | Chanty-Mansyjsk      | Bieg masowy na 12,5 km     | 2.     | 37:09,7  | 0+0+0+0    | +15,1   | Simone Hauswald    |
| 13. | 2 grudnia   | 2009 | Östersund            | Bieg indywidualny na 15 km | 1.     | 43:01,4  | 0+0+1+0    | –       | –                  |
| 14. | 11 grudnia  | 2009 | Hochfilzen           | Sprint na 7,5 km           | 2.     | 23:21,9  | 0+0        | +11,1   | Anna Carin Zidek   |
| 15. | 12 grudnia  | 2009 | Hochfilzen           | Bieg pościgowy na 10 km    | 1.     | 34:09,1  | 0+1+0+0    | –       | –                  |
| 16. | 17 grudnia  | 2009 | Pokljuka             | Bieg indywidualny na 15 km | 1.     | 43:04,1  | 0+0+0+0    | –       | –                  |
| 17. | 8 stycznia  | 2010 | Oberhof              | Sprint na 7,5 km           | 2.     | 22:23,8  | 1+0        | +8,7    | Simone Hauswald    |
| 18. | 10 stycznia | 2010 | Oberhof              | Bieg masowy na 12,5 km     | 2.     | 41:17    | 0+1+0+1    | +23,4   | Andrea Henkel      |
| 19. | 16 stycznia | 2010 | Ruhpolding           | Bieg masowy na 12,5 km     | 1.     | 40:58,79 | 0+0+0+0    | –       | –                  |
| 20. | 25 marca    | 2010 | Chanty-Mansyjsk      | Sprint na 7,5 km           | 3.     | 21:14,80 | 0+0        | +15,5   | Jana Romanowa      |
| 21. | 1 grudnia   | 2010 | Östersund            | Bieg indywidualny na 15 km | 3.     | 46:08,8  | 1+0+0+1    | +42,7   | Anna Carin Zidek   |
| 22. | 5 grudnia   | 2010 | Östersund            | Bieg pościgowy na 10 km    | 3.     | 33:38,6  | 0+1+0+1    | +1:41,5 | Kaisa Mäkäräinen   |
| 23. | 12 grudnia  | 2010 | Hochfilzen           | Bieg pościgowy na 10 km    | 1.     | 35:17,8  | 0+1+0+0    | –       | –                  |
| 24. | 9 stycznia  | 2011 | Oberhof              | Bieg masowy na 12,5 km     | 1.     | 39:22,9  | 0+0+0+0    | –       | –                  |
| 25. | 13 stycznia | 2011 | Ruhpolding           | Bieg indywidualny na 15 km | 3.     | 42:23,5  | 0+0+0+0    | +37,4   | Olga Zajcewa       |
| 26. | 4 lutego    | 2011 | Presque Isle         | Sprint na 7,5 km           | 1.     | 20:38,7  | 0+0        | –       | –                  |
| 27. | 6 marca     | 2011 | Chanty-Mansyjsk      | Bieg pościgowy na 10 km    | 3.     | 31:43,7  | 0+0+0+0    | +1:43,6 | Kaisa Mäkäräinen   |
| 28. | 9 marca     | 2011 | Chanty-Mansyjsk      | Bieg indywidualny na 15 km | 1.     | 47:08,3  | 0+0+0+0    | –       | –                  |
| 29. | 16 grudnia  | 2011 | Hochfilzen           | Sprint na 7,5 km           | 3.     | 21:06,8  | 0+0        | +30,2   | Olga Zajcewa       |
| 30. | 17 grudnia  | 2011 | Hochfilzen           | Bieg pościgowy na 10 km    | 2.     | 0+0+0+1  | 32:21,3    | +29,1   | Olga Zajcewa       |
| 31. | 11 stycznia | 2012 | Nové Město na Moravě | Bieg indywidualny na 15 km | 2.     | 0+0+0+1  | 45:25,3    | +22,0   | Kaisa Mäkäräinen   |
| 32. | 15 stycznia | 2012 | Nové Město na Moravě | Bieg pościgowy na 10 km    | 2.     | 0+0+0+0  | 31:18,2    | +17,9   | Tora Berger        |
| 33. | 7 marca     | 2012 | Ruhpolding           | Bieg indywidualny na 15 km | 3.     | 1+0+0+0  | 43:41,1    | +1:11,1 | Tora Berger        |